# کتابخانه ملی رشت
کتابخانهٔ ملی رشت یک کتابخانهٔ عمومی است که قدیمی‌ترین کتابخانهٔ ملی ایران به شمار می‌رود. این کتابخانه در همسایگی ساختمان شهرداری رشت قرار دارد.
کتابخانهٔ ملی رشت دارای ۳۶۰ هزار جلد کتاب چاپی و ۲۶۰۰ نسخهٔ خطی است که برخی از آن‌ها منحصربه‌فرد هستند. تعداد اعضای کتابخانه ۲۰٬۰۰۰ نفر است و روزانه به‌طور متوسط ۱٬۵۰۰ نفر از آن استفاده می‌کنند.

## موقعیت فعلی
بنای کتابخانه ملی در قسمت غرب میدان شهرداری و در جوار ساختمان شهرداری جای دارد. در جنوب بنا خیابان علم الهدی، میدان شهرداری را به سبزه میدان متصل می‌سازد. در شمال حیاط ساختمان شهرداری و در غرب واحدهای تجاری بنای کتابخانه را احاطه کرده‌اند. این قسمت از شهر و نقاط اطراف بنا از مناطق متراکم و پررفت‌وآمد رشت به‌شمار می‌روند.

## تاریخچه

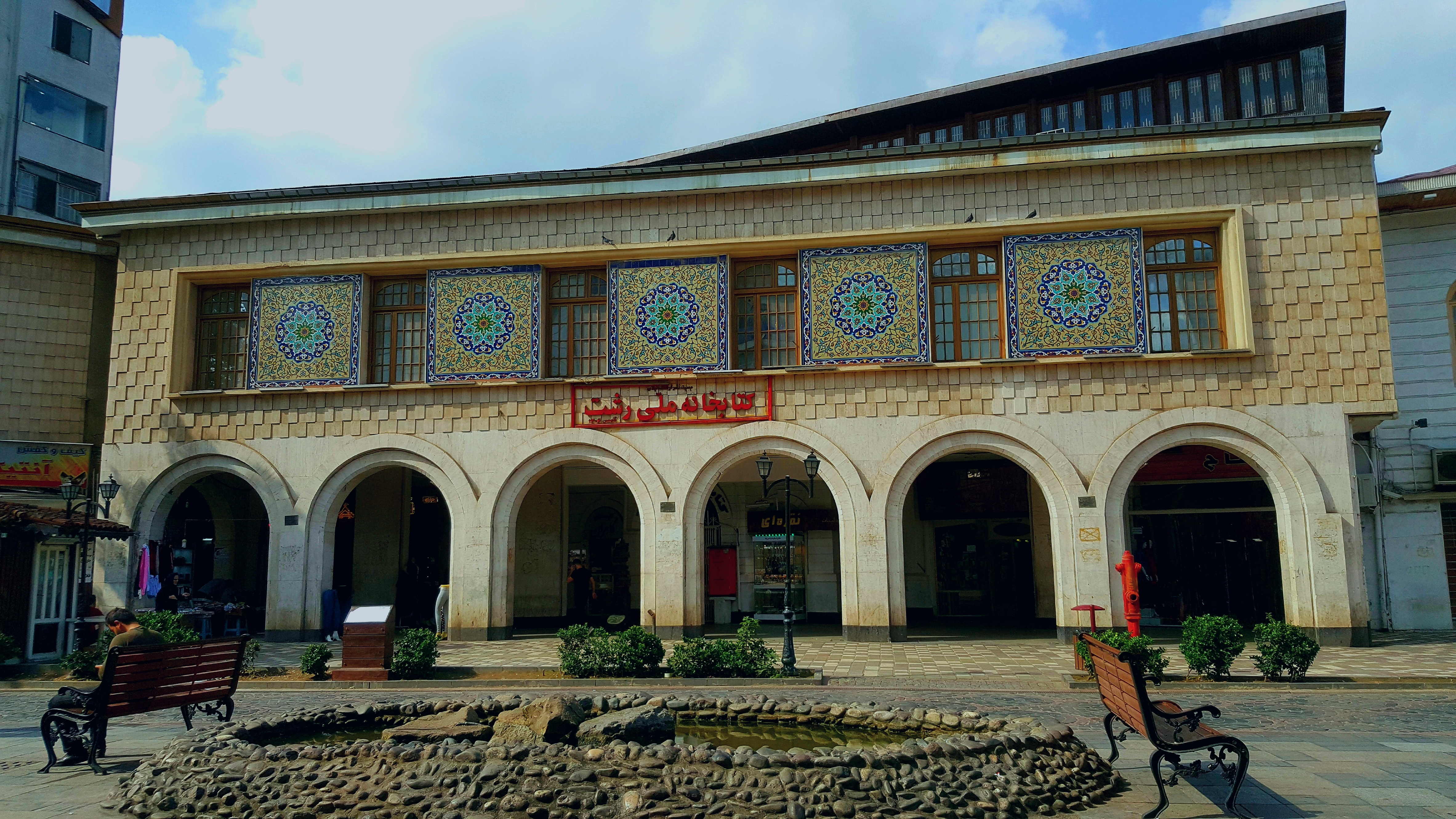

فکر تأسیس کتابخانه ملی در سال ۱۳۰۶ توسط محمدعلی تربیت، رئیس اداره فرهنگ گیلان، در زمین اهدایی شهرداری رشت به این اداره مطرح شد. بر اساس اسناد و شواهد موجود، عملیات ساختمانی در سال ۱۳۰۶ شمسی در زمینی که توسط شهردار وقت رشت به جمعیت نشر معارف برای ساخت کتابخانه اهدا شد، شروع گشت. به علت کمی بودجه ساخت بنا تا سال ۱۳۱۳ شمسی ادامه داشت و در این سال همزمان با هزارهٔ فردوسی طوسی کتابخانه افتتاح گشت.
احداث این بنا هم‌زمان با ساخت و ساز یک سلسله ابنیه اداری و عام‌المنفعه در شمال ایران در دوره عهد پهلوی اول انجام گرفت و نوع معماری آن تقلیدی از معماری شرق اروپا می‌باشد.
هم‌اکنون کتابخانه ملی تحت نظر جمعیت نشر فرهنگ گیلان اداره می‌گردد و ریاست آن بر عهده عباس شرفی ماسوله می‌باشد.

## مشخصات بنا
بنای اولیه کتابخانه پلانی نسبتاً مستطیل شکل داشت که سردریزیبا در جنوب آن ساخته شده بود. بنای اولیه دو طبقه و بام آن شیروانی بوده‌است. امروزه در جنوب بنای اصلی با ایجاد ۱۳ ستون در همکف و ساخت قرائت خانه بانوان بر بالای آن گنجایش کتابخانه افزوده شده‌است. در شمال شرقی سرسرا اتاق مدیریت کتابخانه واقع شده‌است. در جنوب سرسرا قرائت خانه بانوان و در غرب آن مخزن کتابخانه قرار دارد. قسمتی از مخزن کتابخانه را به دو نیم طبقه تقسیم کرده‌اند که طبقه فوقانی آن را به نگهداری کتب خطی و قدیمی اختصاص داده‌اند. در قسمت فوقانی بنای کتابخانه در سال ۱۳۶۹ هـ ش تالاری سراسری ساخته شده‌است. این تالار مختص قرائتخانه آقایان می‌باشد و ۱۳ ستون در طول و در میانه تالار سنگینی بام بنا را تحمل می‌نمایند. گنجایش قرائتخانه آقایان ۶۴۰ نفر، قرائتخانه بانوان ۲۵۰ نفر و مخزن کتابخانه دارای حدوداً ۵۰ هزار جلد کتاب اعم از خطی و چاپی است.

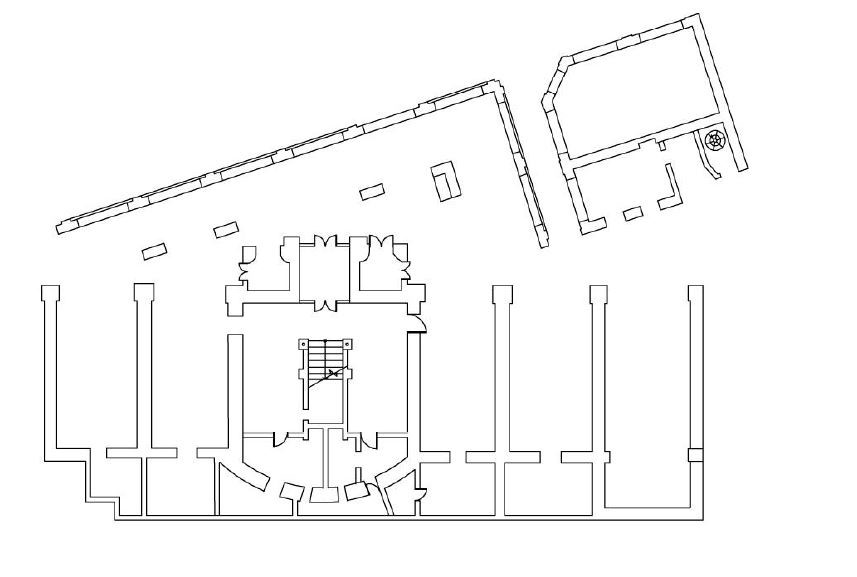
پلان طبقه همکف کتابخانه ملی رشت

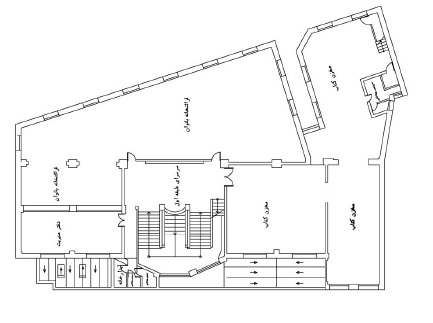
پلان طبقه اول کتابخانه ملی رشت

## نوع بهره‌برداری و خصوصیات بارز بنا
کتابخانه ملی رشت شاید تنها کتابخانه مردمی کشور باشد که به هیچ نهاد دولتی وابسته نیست. درآمد کارکنان و هزینه‌های جاری آن از محل حق عضویت اعضاء و اجاره بهایی است که از مغازه‌های واقع در همکف و اطراف سر در کتابخانه اخذ می‌گردد. همچنین کمک‌های افراد خیر و بعضاً استانداری در تأمین نیازهای کتابخانه و رفع مشکلات مثمرثمر می‌باشد. از خصوصیات بارز بنا استفاده از مصالح مدرن در معماری اولیه و استحکام آن است. در قسمت‌های الحاقی اخیر سعی شده با تقویت عناصر قبلی و استفاده از چوب در نمای دیوارها از سنگینی بار وارده بر طبقات تحتانی بکاهند.

## عوامل تزئین شده و نوع آنها
گرچه در ساخت بنای کتابخانه بیشترین توجه به استحکام آن معطوف گشته ولی سر در اولیه بنا در جبهه جنوبی و تزیین ستونچه‌های جان پناه اطراف راه پله‌ها از نمودهای این کتابخانه هستند. امروز پس از الحاق قسمت جنوبی به ساختمان اولیه و احداث ستون‌هایی که طاق‌هایی هلالی دارند نمای بیرونی این جبهه از ساختمان دگرگون شده. بر بالای طاق‌ها و در بین پنجره‌های کتابخانه در قسمت جنوبی در پنج کادر مربع با کاشی‌های هفت رنگ شمسه‌هایی پدیدآورده و نمای بیرونی این قسمت را آراسته‌اند.
در آخرین کادر منتهیالیه غربی درون قسمت کاشیکاری نام کتابخانه ملی رشت نگاشته شده‌است.

## نوع مالکیت بنا و مشخصات ثبت آن در ردیف آثار تاریخ
کتابخانه ملی رشت در اختیار انجمن نشر فرهنگ گیلان قرار دارد و یکی از قدیمیترین کتابخانه‌های عمومی مستقل از نهادهای دولتی در ایران است. به دلیل ساختار معماری بنا و نظر به اینکه این ساختمان به همراه بنای شهرداری، ساختمان پست و هتل ایران و ساختمان شماره ۲ شهرداری از ابنیه اوایل عصر پهلوی و تشکیل دهنده یک مجموعه می‌باشند، ثبت آن حائز اهمیت می‌باشد.

## اقدامات انجام شده در مورد بنا با ذکر مشخصات
در طول سال‌های پس از احداث بنا، قسمت‌هایی به ساختمان اصلی اضافه گشت. از جمله در سال ۱۳۲۹ هـ ش نیز حدود ۲۲۰ متر مربع زمینی را که در جنوب کتابخانه و در کنار خیابان علم‌الهدی قرار داشت در اختیار کتابخانه قرار دادند که بعد قرائتخانه بانوان بر روی آن ساخته شد. در سال‌های پس از انقلاب نیز قرائتخانه آقایان در فوقانیترین قسمت کتابخانه ساخته شد.

توضیح:چون در ساخت بنا از مصالح جدید استفاده شده و اصلیترین خصیصه بنا استحکام و ایستایی آن است. الحاقات بعدی نیز بر ثبات بنا خللی وارد نساخته‌است. در این بنا ویژگی‌های اوایل عصر پهلوی تا معماری دوران جدید قابل مشاهده است.